# Roger Périer
Roger Périer, né le 5 octobre 1924 à Uzès (Gard), mort le 23 janvier 2015, est un militaire français.
Brution, FFI, cyrard, marsouin, le général de corps d'armée Roger Périer a eu une carrière militaire particulièrement remplie.
Entré dans la résistance à 19 ans, il intègre ensuite la 1re armée du général de Lattre de Tassigny pendant la Seconde Guerre mondiale, avec une citation. Il sert ensuite dans les forces coloniales (infanterie de marine) en Indochine notamment (7 citations et blessé 2 fois). Il suit une brillante carrière militaire jusqu'au poste de gouverneur militaire de Paris.

## Biographie
Roger, Pierre, Georges Périer naît le 5 octobre 1924 à Uzès (Gard) où son père Georges Périer est conservateur des hypothèques. 
Troisième d’une fratrie, Roger Périer se destine à une carrière militaire. Après des études secondaires effectuées dans plusieurs lycées (Lorient, Orléans, Nîmes et Montpellier) au gré des affectations de son père, il passe les deux bacs et entre en classe préparatoire à Saint-Cyr à Nîmes puis au prytanée militaire de La Flèche. En juin 1944, à la suite du débarquement allié, les futurs élèves officiers quittent le prytanée sans attendre les résultats du concours d’HEC. Roger Périer va dans l'Aveyron où il rejoint le maquis Bayard.  
À l’image de leur père (chevalier de la Légion d'honneur, médaille militaire et Croix de guerre) qui s'engagea volontairement en 1914 dès le jour de la déclaration de la guerre et qui sera blessé en 1916 devant Verdun, les fils Périer participent à la défense de leur patrie. Quand Roger entre au maquis Bayard comme commandant en second, Jacques, le frère aîné, mobilisé depuis 1939 dans l'armée de l'air avait déjà rejoint le Maroc en tant qu'aspirant puis les États-Unis pour suivre une formation de pilote. Quant à Jean-Claude, le frère cadet, il prend au cours de l'été 1944 des fonctions à l'état-major du délégué départemental de la résistance de l'Aveyron.
Désormais à la tête du maquis Bayard, le sous-lieutenant Périer conduit les volontaires de son maquis et rejoint la 1re armée du général de Lattre de Tassigny. Ils feront partie de ces troupes FFI qui reconstitueront le 80e régiment d’infanterie alpine. Ils participeront aux combats du Jura, puis à ceux de la campagne d’Alsace, qui les mèneront jusqu'en Allemagne.
C’est décoré de la Croix de guerre 39-45 qu’il rejoint l’École de Saint-Cyr, tout fraîchement installée sur les landes bretonnes de Coëtquidan. Roger Périer sera l’un des 131 officiers de la promotion Rome et Strasbourg. Admis 15e, il choisit de devenir un « marsouin » en demandant à servir dans l'infanterie coloniale. À la sortie de Saint-Cyr, il se porte volontaire pour le corps expéditionnaire français en Indochine. Il effectue son premier séjour en Indochine comme sous-lieutenant au 21e régiment d'infanterie coloniale et au 6e régiment de tirailleurs marocains. Il est rapatrié en 1948 après avoir été gravement blessé lors d'un assaut à la tête de sa compagnie. Il est nommé au rang de chevalier de la Légion d'honneur à 22 ans.
Son expérience du combat amène le commandement à l'affecter à Coëtquidan, en tant qu’instructeur à l’école interarmes de Saint-Cyr.
En 1950, Roger Périer se porte à nouveau volontaire pour retourner en Indochine. Il y sera affecté en premier lieu comme instructeur à l'École de Da-Lat (le Saint-Cyr vietnamien) puis à nouveau au combat comme commandant de la 4e compagnie de tirailleurs muongs. Il sera blessé au combat lors de la prise d'un village et sera rapatrié en métropole en 1952.
Roger Périer se marie le 8 novembre 1952 avec Madeleine Danel. De cette union, naitront trois enfants : Christine, Sylvie et Jean-François. 
En 1953, le jeune capitaine Périer est en Sorbonne pour préparer le brevet technique qu'il obtiendra en 1954 après un an d'études supplémentaire à l'École nationale supérieure d'armement (ENSAR). Il est ensuite affecté à la direction des Études et fabrication de l'armement (DEFA) avant d'intégrer l'École d'état-major d'où il sortira diplômé en 1957.
Puis, il découvre le continent africain avec une affectation à Bamako (Soudan) où il commande un escadron de reconnaissance. De retour d’Afrique, en tant que breveté technique, il est affecté comme cadre à l'école supérieure de la guerre. Promu chef de bataillon en 1962, il suit alors l'École de guerre comme élève d'où il sortira breveté en 1965. Il étrenne ses galons de lieutenant-colonel à Mers el-Kébir, dernière base française en Algérie.
Il sera le dernier commandant du 22e bataillon d'infanterie de marine.
C’est toujours en tant que lieutenant-colonel que Roger Périer rejoint Madagascar en 1968 comme adjoint et chef d'état-major du général Ramanantsoa, commandant en chef de l'armée malgache.
Promu colonel, il obtient le commandement du 22e régiment d'infanterie de marine stationné à Albi. Ce régiment emblématique des « marsouins » a été reconstitué en 1968 et a repris le drapeau et les traditions  du 22e RIC. 
C’est en 1972 que Roger Périer entame la partie plus  « politique » de sa carrière, tout d’abord comme conseiller militaire du tout nouveau chef du gouvernement malgache, puis rapidement dès 1973 comme conseiller technique à l’Élysée, au cabinet de M. Georges Pompidou, président de la République. Il assurera ensuite les fonctions de cadre à l'Institut des hautes études de la défense nationale (IHEDN).
En 1975, il est promu général de brigade, et prend la tête de la 12e brigade mécanisée basée à Offenbourg en République fédérale d'Allemagne, puis il est affecté comme général, commandant supérieur des troupes françaises à Djibouti. il y assurera la délicate transition de la présence militaire française pendant le processus d'indépendance qui aboutira en 1977 à la transformation du territoire des Afars et des Issas en République de Djibouti.
En 1978, il est nommé général de division et prend le commandement de la 9e DIMA, division entièrement professionnalisée et destinée aux théâtres des opérations extérieures. C’est en 1980 qu’il obtient à 56 ans sa quatrième étoile et devient commandant de la 3e région militaire. Mais pas pour très longtemps, puisqu'il est appelé quelques mois plus tard à assumer les fonctions de gouverneur militaire de Paris, de commandant du 3e corps d'armée et de commandant de la région Île-de-France.
Il occupe ces fonctions jusqu’en août 1982 quand il décide, pour des raisons personnelles, de mettre un terme à sa carrière militaire en faisant valoir ses droits à la retraite.

## Décorations
- Grand-croix de la Légion d'honneur[5]
- Grand-croix de l'ordre national du Mérite[6]
- Croix de guerre 1939–1945
- Croix de guerre des Théâtres d'opérations extérieurs